# اتل، میسیسیپی
اتل (به انگلیسی: Ethel) شهرکی در ایالت میسیسیپی کشور ایالات متحده آمریکا است که جمعیت آن در سرشماری سال ۲۰۱۰ میلادی، ۴۱۸
نفر بوده‌است.